# コンゴ共和国 (レオポルドヴィル)

コンゴ共和国
(1960-1964)
コンゴ民主共和国
(1964-1971)
République du Congo
(1960-1964)
République démocratique du Congo
(1964-1971)

国の標語: "Justice – Paix – Travail"
（仏: 正義、平和、労働）国歌: Debout Congolais
"起てコンゴ人よ"

コンゴ共和国（コンゴきょうわこく、仏: République du Congo）またはコンゴ・レオポルドヴィル（仏: Congo-Léopoldville）は、1960年にベルギー領コンゴがベルギーから独立して成立した国家である。首都はレオポルドヴィル（1966年にキンシャサと改名）。
正式な国名は「コンゴ共和国」だが、同時期にフランスから独立した、首都をブラザヴィルとする隣国も全く同じ「コンゴ共和国」という国名を名乗っていたため、それぞれの首都の名をとって、旧ベルギー領の方を「コンゴ・レオポルドヴィル」、旧フランス領の方を「コンゴ・プラザヴィル」等と呼んで区別していた。
建国当初からコンゴ動乱が始まり、コンゴ国内は混乱した。1964年8月1日この国家は隣国のコンゴ・ブラザヴィルとの区別を目的として「コンゴ民主共和国」（仏: République démocratique du Congo）と改名。そしてコンゴ動乱による権力の空白を止めるため以前から実権を掌握していたモブツ・セセ・セコが1965年にクーデターを起こして独裁体制を確立した。これによってコンゴ動乱は終結した。モブツはその後1971年に国名を「ザイール」と改名し、同時に植民地時代の名残を排除するために地名をコンゴの伝統的な名前に改称した。その後1997年に反政府勢力の革命によって再びコンゴ民主共和国となり、現在に至っている。